# Peder Todderud
Peder Todderud (17. juli 1691 på Todderud i Stange Sogn, Hedemarken – maj 1772) var en dansk-norsk officer.
Han var søn af bonde på Todderud i Stange Sogn på Hedemarken Gulbrand Alfsen og hustru Birte Johannesdatter. Forældrene var efter tidens lejlighed omhyggelige med hans opdragelse. Hjemme blev han holdt til «skrive- og regneskole», kom så, 10 år gammel, «til ydermere Information» i tjeneste hos præsten i nabosognet Vang, drog derefter som 12årig gut til Christiania som lakaj i et godt hus, var derpå et par år hjemme, indtil han, 15 1/2 år gammel, kom i daværende major O.L. Fiens tjeneste. Denne bragte ham ind på den militære bane, i det han 1708 ansatte ham som korporal ved sit smålenske dragonkompagni af brigader Sehesteds regiment. Fra 1709-15 stod han derpå som sergent ved dette regiment. 1715 blev han adjudant ved smålenske infanteriregiment, 1716 fik han sekondløjtnants karakter og blev beordret som midlertidig vagtmesterløjtnant i Frederikstad, hvorved han kom til at deltage i de 2 i marts og april dette år herfra udgående ekspeditioner til Moss. Under kampen på Moss på den sidste ekspedition blev han hårdt såret. Samme år blev han premierløjtnant af reserven, 1717 tjenstgjorde han en tid som adjudant hos kantonskommandøren, oberst Arent Krag, hvorefter han blev aide de camp hos den fungerende kommanderende general, generalløjtnant Barthold Heinrich von Lützow, i hvis stab han forblev til 1719. Todderud fik imidlertid 1717 kaptajns karakter og blev for felttoget 1719 brigademajor til hest; men da Lützow ikke ville undvære ham, tiltrådte han ikke denne stilling, i stedet blev han virkelig generaladjudant-løjtnant hos Lützov, samme år chef for ejdsvoldske kompagni af 2. oplandske Regiment, 1732 sekondmajor, 1738 premiermajor med oberstløjtnants karakter og forflyttet til Land og Grans kompagni, 1750 oberst (anciennetet fra 1749) og chef for 1. oplandske regiment, 1760 generalmajor og 1764 afskediget. Medens han var ansat ved 2. oplandske regiment, boede han på gåden Tønsaker i Ejdsvold; da han blev chef for 1. oplandske regiment, købte han af sin formand den gamle adelige sædegård Aker i Vang på Hedemarken, og her boede han siden til sin død i maj 1772.
Han har efterladt sig nogle optegnelser om sit liv og om krigen 1709-19, der 1897 blev udgivet af Videnskabsselskabet i Christiania. Han ægtede 12. januar 1720 Maren Olsdatter (Moss) (7. november 1696 – 2. november 1771), datter af Ole Jochumsen på Moss.